# Lista de municípios de Córdova (província da Argentina)
Esta é uma lista de cidades de Córdoba, uma província da Argentina.

## Municípios
| Município                          | Prefeito                      | População (2001) |
| ---------------------------------- | ----------------------------- | ---------------- |
| Achiras                            | Juan Bautista Otamendi        | 2.173            |
| Adelia María                       | Hugo Leónides Cometto         | 6.434            |
| Agua de Oro                        | Carlos Belli                  | 1.553            |
| Alcira Gigena                      | María Amelia Chioffalo        | 5.489            |
| Alejandro Roca                     | Víctor Simoncini              | 4.724            |
| Alejo Ledesma                      | Oscar Regnicoli               | 3.310            |
| Alicia                             | Eduardo Alfredo Berboglio     | 2.758            |
| Almafuerte                         | Daniel Eduardo López          | 10.534           |
| Alpa Corral                        | Carlos Guillermo Giosue       | 701              |
| Alta Gracia                        | Hugo Eduardo Pecci            | 42.538           |
| Alto Alegre                        | Omar Lorenzo Nicolás Tavella  | 709              |
| Altos del Chipión                  | Neris Nelson Hugo Garraza     | 1.512            |
| Arias                              | Juan José Cortese             | 6.928            |
| Arroyito                           | Gustavo Ariel Benedetti       | 19.577           |
| Arroyo Algodón                     | Elicerio Fraga                | 643              |
| Arroyo Cabral                      | Pablo Alcalino                | 2.727            |
| Ausonia                            | Carlos Alberto Mainardi       | 743              |
| Ballesteros                        | Mario Esteban Bauk            | 3.649            |
| Ballesteros Sud                    | Omar Julián                   | 502              |
| Balnearia                          | Vicente Costamagna            | 5.585            |
| Bell Ville                         | Nelson José Iperico           | 32.066           |
| Bengolea                           | Juan Carlos Gastaldi          | 812              |
| Benjamín Gould                     | Juan Miguel Aseguinolaza      | 788              |
| Berrotarán                         | Ángel José Storello           | 6.446            |
| Bialet Massé                       | Gustavo Pueyo                 | 4.543            |
| Brinkmann                          | Carlos José Giaveno           | 8.237            |
| Buchardo                           | Ricardo Lascano               | 1.756            |
| Bulnes                             | Javier Ramón Natalucci        | 974              |
| Calchín                            | Roberto Peretti               | 2.038            |
| Calchín Oeste                      | Walter Rubén Ferreyra         | 697              |
| Camilo Aldao                       | Carlos Baesa                  | 4.895            |
| Canals                             | Fernando Wingester            | 8.343            |
| Cañada de Luque                    | Víctor Molina                 | 1.054            |
| Capilla del Carmen                 | Daniel Antonio Turina         | 200              |
| Capilla del Monte                  | Carlos Gustavo de Figueredo   | 9.085            |
| Capitán General Bernardo O'Higgins | Juan Carlos Bianconi          | 270              |
| Carnerillo                         | Lucio Humberto Rodríguez      | 1.575            |
| Carrilobo                          | Alcides Reynaldo Silvestre    | 1.522            |
| Cavanagh                           | Sandra Dalbo                  | 1.150            |
| Chaján                             | Myriam Noemí Sánchez          | 634              |
| Charras                            | Roberto Antonio Beros         | 1.001            |
| Chazón                             | Ernesto Oreste Garbiglia      | 1.010            |
| Chilibroste                        | Domingo Tito Morena           | 460              |
| Cintra                             | Hugo Moneto                   | 1.054            |
| Colazo                             | Francisco M. Marchisio        | 1.548            |
| Colonia Almada                     | Hugo Benito Fraresso          | 519              |
| Colonia Bismarck                   | Juan Carlos Marea             | 285              |
| Colonia Caroya                     | Héctor Alfredo Nanini         | 13.806           |
| Colonia Italiana                   | Alberto Juan Priotto          | 450              |
| Colonia Marina                     | Horacio Andrés Farchetto      | 934              |
| Colonia Prosperidad                | Derio Juan José Magni         | 283              |
| Colonia San Bartolomé              | Norberto Juan Magni           | 1.104            |
| Colonia San Pedro                  | Carlos Antonio Viano          | 27               |
| Colonia Tirolesa                   | Humberto Anselmo Tomllenovich | 685              |
| Colonia Vignaud                    | Raúl Martín Destéfanis        | 664              |
| Córdoba                            | Luis Juez                     | 1.272.334        |
| Coronel Baigorria                  | Danilo Pedro Daniotti         | 1.334            |
| Coronel Moldes                     | Miguel Ángel Sabini           | 8.104            |
| Corral de Bustos                   | Gustavo Miguel Torre          | 9.882            |
| Corralito                          | Carlos Dante Scotto           | 1.873            |
| Cosquín                            | Marcelo Villanueva            | 19.070           |
| Costa Sacate                       | Daniel Heriberto Cravero      | 1.288            |
| Cruz Alta                          | Daniel Alejandro Passerini    | 6.862            |
| Cruz del Eje                       | Mario Agenor Blanco           | 28.166           |
| Dalmacio Vélez Sársfield           | Edson Armando Franco          | 1.344            |
| Deán Funes                         | Alejandro Teijeiro            | 20.164           |
| Del Campillo                       | Rodrigo González              | 3.155            |
| Despeñaderos                       | Elio Tortone                  | 5.645            |
| Devoto                             | Raúl Domingo Natalio Reano    | 5.597            |
| El Arañado                         | Jorge Alberto Ramón Arroyo    | 1.395            |
| El Fortín                          | Antonio Sebastián Vignolo     | 974              |
| El Tío                             | Carlos Lencinas               | 1.510            |
| Elena                              | Néstor Osvaldo Zunino         | 2.815            |
| Embalse                            | Marcos Jorge Duarte           | 7.415            |
| Estación Juárez Celman             | Jorge Daniel Cortez           | 8.880            |
| Etruria                            | Héctor Mario Baravalle        | 3.788            |
| Freyre                             | Elio Aldo Manrique            | 5.906            |
| General Baldissera                 | Gerardo Daniel Mancini        | 2.133            |
| General Cabrera                    | Rody Wilson Guerreiro         | 10.351           |
| General Deheza                     | Reinaldo Lizio                | 9.537            |
| General Levalle                    | Miguel Béliz                  | 5.492            |
| General Roca                       | Norberto Bergami              | 2.597            |
| Guatimozín                         | Mario Ignacio Rabán           | 2.524            |
| Hernando                           | Sergio Coser                  | 10.486           |
| Huanchillas                        | Juan Carlos Francisco Abramo  | 1.020            |
| Huerta Grande                      | Hugo Alfonso Capdevilla       | 5.630            |
| Huinca Renancó                     | Omar Saliva                   | 8.637            |
| Idiazábal                          | Eliberto Favalli              | 1.567            |
| Inriville                          | Héctor Lacttanzi              | 3.778            |
| Isla Verde                         | Alberto Bischoff              | 4.245            |
| Italó                              | José Goyegana                 | 1.139            |
| James Craik                        | Hugo Marcos Graieb            | 4.560            |
| Jesús María                        | Marcelino Gatica              | 26.825           |
| Jovita                             | Gabriel Rébola                | 4.059            |
| Justiniano Posse                   | Oscar Carlos Ramón Torti      | 7.406            |
| La Calera                          | Aldo Otoniel Pereyra          | 24.796           |
| La Carlota                         | Pedro Javier Pretto           | 11.490           |
| La Cautiva                         | Gerardo Alberto Bellocq       | 685              |
| La Cesira                          | Mario Jorge Vecher            | 1.140            |
| La Cruz                            | Alicia Bima                   | 1.420            |
| La Cumbre                          | Carlos Engel                  | 7.235            |
| La Falda                           | Marcos Sestopal               | 15.112           |
| La Francia                         | Carlos Tassi                  | 3.503            |
| La Granja                          | Daniel Domingo García         | 2.406            |
| La Paisanita                       | Edmundo Célebre Bosco         | 1.336            |
| La Palestina                       | Alejandro Javier Cativelli    | 549              |
| La Paquita                         | Elsio de Laurentis            | 849              |
| La Para                            | José Sebastián Bolatti        | 3.021            |
| La Paz                             | Mabel del Carmen Genta        | 1.783            |
| La Playosa                         | Aurelio Juan Semenzín         | 2.376            |
| La Puerta                          | Albino Juan Lorenzatti        | 1.943            |
| La Tordilla                        | Ariel Cravero                 | 1.138            |
| Laborde                            | Raúl Emilio Borgobello        | 5.492            |
| Laboulaye                          | Carlos Bolgan                 | 19.908           |
| Laguna Larga                       | Fernando Enrique Boldu        | 7.137            |
| Las Acequias                       | Luis Stanicia                 | 2.116            |
| Las Arrias                         | David Esmeraldo Caro          | 874              |
| Las Higueras                       | 5.282                         |                  |
| Las Junturas                       | Ronaldo Santiago Martina      | 1.541            |
| Las Peñas                          | Ricardo Hugo Giovanetti       | 1.564            |
| Las Perdices                       | Favio Rafael Torre            | 4.615            |
| Las Varas                          | Eduardo Ale                   | 1.017            |
| Las Varillas                       | Fernando Juan Coiset          | 14.649           |
| Las Vertientes                     | José Antonio Pagliaricci      | 762              |
| Leones                             | Dante Rosano                  | 9.971            |
| Los Cisnes                         | Carlos Calvo                  | 469              |
| Los Cocos                          | Mario Resille Reyes           | 1.035            |
| Los Cóndores                       | Elsa Giana de Maltagliatti    | 2.720            |
| Los Surgentes                      | Germán Butarelli              | 2.804            |
| Los Zorros                         | Julio César Piemontesi        | 469              |
| Lozada                             | Edgardo Guirotti              | 877              |
| Luca                               | Osvaldo René Arietti          | 527              |
| Lucio V. Mansilla                  | Oscar del Valle Albarracín    | 851              |
| Luque                              | Hernán Alfredo Viano          | 5.242            |
| Malagueño                          | Carlos Alberto Fey            | 9.364            |
| Malvinas Argentinas                | Daniel Omar Arzani            | 8.628            |
| Manfredi                           | Roque Alfredo Villalón        | 848              |
| Marcos Juárez                      | Henry Bautista Dellarossa     | 24.226           |
| Marull                             | Constantino Daniel            | 1.765            |
| Matorrales                         | Rudy Cingolani                | 883              |
| Mattaldi                           | Darío Renuado                 | 1.714            |
| Melo                               | Jorge Omar Abod               | 970              |
| Mendiolaza                         | Néstor Daniel Salibí          | 4.204            |
| Mina Clavero                       | Manuel Alberto Giménez        | 6.855            |
| Miramar                            | Raúl Darío Castelino          | 1.979            |
| Monte Buey                         | Sergio Hugo Tocalli           | 5.497            |
| Monte Cristo                       | Héctor Alejandro Rossi        | 6.914            |
| Monte de los Gauchos               | Ariel Denis Grich             | 492              |
| Monte Leña                         | Marta Rosana Acastello        | 332              |
| Monte Maíz                         | Luis María Trotte             | 6.920            |
| Monte Ralo                         | Ricardo Luis Lusso            | 404              |
| Morrison                           | Jorge Elías David Cura        | 3.245            |
| Morteros                           | Mirtha del Carmen Valaroro    | 15.129           |
| Noetinger                          | Reynaldo Tomás Riera          | 4.508            |
| Nono                               | Luis Agüero                   | 892              |
| Obispo Trejo                       | Roberto Morello               | 1.911            |
| Olaeta                             | Eldo Omar Garello             | 559              |
| Oliva                              | Alberto Vigliocco             | 11.629           |
| Oncativo                           | Osvaldo Rubén Vottero         | 12.660           |
| Ordóñez                            | Dardo Alberto Iturria         | 2.328            |
| Pampayasta Sud                     | Enrique Germán Baum           | 1.051            |
| Pascanas                           | Nelson Jesús Martini          | 2.567            |
| Pasco                              | Alicia Mariá Giuberga         | 1.072            |
| Pilar                              | Héctor Hugo Gamaggio          | 12.488           |
| Piquilín                           | Rodolfo Griffo                | 1.170            |
| Porteña                            | Daniel Adolfo Peretti         | 4.624            |
| Pozo del Molle                     | Carlos Salvático              | 5.429            |
| Pueblo Italiano                    | Daniel Gergolet               | 1.470            |
| Quebracho Herrado                  | Marcelo Boeto                 | 317              |
| Quilino                            | Víctor Domingo Maggi          | 4.534            |
| Reducción                          | Jorge Osvaldo Grazziano       | 1.467            |
| Río Ceballos                       | Sergio Spicogna               | 16.632           |
| Río Cuarto                         | Antonio Benigno Rins          | 144.021          |
| Río de los Sauces (Córdova)        | Carlos Alberto Acosta         | 888              |
| Río Primero                        | Guillermo Curcianelli         | 6.259            |
| Río Segundo                        | Hipólito Faustinelli          | 18.155           |
| Río Tercero                        | Luis Alberto Brower de Koning | 44.715           |
| Rosales                            | Emilio Adolfo Chagardoy       | 511              |
| Sacanta                            | Ovidio M. Alberione           | 2.791            |
| Saira                              | Roberto Arroyo                | 803              |
| Saldán                             | Juan Carlos Saharatian        | 2.099            |
| Salsacate                          | Julio José Papell             | 1.205            |
| Salsipuedes                        | Facundo Torres                | 6.411            |
| Sampacho                           | Horacio Daniel Vega           | 7.238            |
| San Agustín                        | Julio Alberto Agosti          | 2.870            |
| San Antonio de Litín               | Eriberto Augusto Dubois       | 1.240            |
| San Basilio                        | Héctor Bautista Sgarlatta     | 2.882            |
| San Carlos Minas                   | Miriam Cuenca                 | 1.215            |
| San Esteban                        | Mirtha Alicia Ríos            | 657              |
| San Francisco                      | Hugo César Madonna            | 58.779           |
| San Francisco del Chañar           | Francisco Eslava              | 2.067            |
| San Javier / Yacanto               | Juan Carlos Stibel            | 1.100            |
| San José                           | Gustavo Guajardo              | 1.106            |
| San José de la Dormida             | Santiago Mondino              | 3.272            |
| San José de las Salinas            | Fernando Jachuf               | 653              |
| San Marcos Sierras                 | Alejandro Alarcón             | 916              |
| San Marcos Sud                     | María Lucia Baudraco          | 2.696            |
| San Pedro                          | Lucas Calvo Turuelo           | 3.314            |
| San Pedro Norte                    | Adrián Eduvic Garay           | 333              |
| Santa Catalina                     | Miguel Ángel Negro            | 3.449            |
| Santa Eufemia                      | Gerardo Mario Allende         | 2.179            |
| Santa María                        | Luis Alberto Zuzek            | 7.306            |
| Santa Rosa de Calamuchita          | Silvia Gigena de Magalhaes    | 9.504            |
| Santa Rosa de Río Primero          | Serafín Víctor Keiffer        | 6.788            |
| Santiago Temple                    | Elvio Mondino                 | 2.358            |
| Sarmiento                          | Hugo Morales                  | 872              |
| Saturnino María Laspiur            | Delia Luciano de Camisasso    | 2.316            |
| Sebastián Elcano                   | Pedro Manuel Bonaldi          | 2.042            |
| Seeber                             | Sebastián Egidio Ferrero      | 539              |
| Serrano                            | Enrique Gabriel Busso         | 2.670            |
| Serrezuela                         | Juan Luis Martín              | 2.291            |
| Silvio Pellico                     | Heraldo Miguel Romano         | 360              |
| Sinsacate                          | Alicio Cargnelutti            | 791              |
| Tancacha                           | Edgardo Amílcar Ramondelli    | 5.184            |
| Tanti                              | Alejandro Pérez               | 4.579            |
| Ticino                             | Luis Margaria                 | 1.895            |
| Tío Pujio                          | Nancy del Valle Schiavi       | 2.383            |
| Toledo                             | Juan Miguel de María          | 3.046            |
| Tosquita                           | Luis Natalio Gasparolo        | 382              |
| Tránsito                           | Juan Carlos Bárbero           | 2.638            |
| Ucacha                             | Víctor Hugo Moreyra           | 4.747            |
| Unquillo                           | Germán Jalil                  | 15.369           |
| Valle Hermoso                      | Jorge Caserio                 | 5.486            |
| Viamonte                           | Gabriel Fernández             | 1.598            |
| Vicuña Mackenna                    | Héctor Laborde                | 8.994            |
| Villa Allende                      | Máximo Martínez               | 21.683           |
| Villa Ascasubi                     | Fernando Edmundo Salviç       |                  |
| Villa Carlos Paz                   | 56.407                        |                  |
| Villa Ciudad de América            | José Luis Colombatti          | 848              |
| Villa Concepción del Tío           | Carlos Muñoz                  | 1.585            |
| Villa Cura Brochero                | Luis Ernesto Oliva            | 4.707            |
| Villa de Las Rosas                 | Enrique Rebora                | 2.535            |
| Villa de María                     | José Luis Arce                | 3.819            |
| Villa de Soto                      | Hugo Romero                   | 7.303            |
| Villa del Dique                    | Sonia Parejas de Zárate       | 2.829            |
| Villa del Rosario                  | Manuel Humberto Rivalta       | 13.741           |
| Villa del Totoral                  | Ernesto Bernabey              | 7.110            |
| Villa Dolores                      | Héctor Atilio Zani            | 28.009           |
| Villa Fontana                      | Daniel Beltramo               | 744              |
| Villa General Belgrano             | Daniel Favor                  | 5.888            |
| Villa Giardino                     | Juan José Ochoa               | 4.679            |
| Villa Huidobro                     | Jorge Raúl Iriart             | 5.155            |
| Villa María                        | Nora Bedano de Acastello      | 72.162           |
| Villa Nueva                        | Horacio Marcelo Frossasco     | 16.841           |
| Villa Rossi                        | Martín Echaniz                | 500              |
| Villa Rumipal                      | Gustavo Gantus                | 1.922            |
| Villa Sarmiento (San Alberto)      | Héctor Fonseca                | 4.104            |
| Villa Tulumba                      | Manuel Palomeque              | 1.161            |
| Villa Valeria                      | Ernesto José Testore          | 2.525            |
| Wenceslao Escalante                | Adela Perolini                | 1.549            |
| Yacanto de Calamuchita             | Oscar Musumeci                | 370              |